# Коганов, Евгений Викторович
Евге́ний Ви́кторович Коганов (29 августа 1976 — 12 февраля 2017) — российский футболист, полузащитник.
Футбольную карьеру начал в ЦСКА. За основную команду не выступал, за дубль в 1992—1994 годах провёл 65 матчей, забил один гол. В 1995 году перешёл в санкт-петербургский «Зенит», за 4 сезона сыграл в первенстве 5 матчей — один в первой лиге в 1995 году, 4 — в высшей лиге в 1996 году, в том же году вторую половину сезона провёл в команде второй лиги тульском «Арсенале». В 1997 году были планы отдать Коганова в аренду, но в результате он пропустил весь следующий сезон. В 1999 году футболиста выставили на трансфер, и в результате он перешёл в «Оазис» Ярцево из второго дивизиона. Летом Коганов перешёл в «Кристалл» Смоленск, за который выступал в первом дивизионе до 2001 года. Зимой хотел перейти в «Динамо» СПб, но был отдан в аренду в грозненский «Терек». Закончил профессиональную карьеру в клубах второго дивизиона «Строитель» Уфа (2003) и «Салют-Энергия» Белгород (2004).
Прекратил карьеру футболиста из-за проблем со здоровьем.